# Vergine del Rosario col Bambino (Moroni)
La Vergine del Rosario col Bambino è lo stendardo realizzato da Giovan Battista Moroni eseguito per la chiesa parrocchiale di San Giuliano di Albino. Un dipinto è presente su entrambi i lati con le raffigurazioni della Madonna del Roario e il lato opposto la Visitazione di Maria alla cugina Elisabetta. Per la destinazione processuale e la fragilità, lo stendando viene conservato in un apposito cassetto della sagrestia.
Lo stendando è da considerarsi tra le ultime opere dell'artista albinese.

## Storia
La chiesa parrocchiale di Albino conserva uno dei tre stendardi che l'albinese Moroni aveva realizzato: questo ad Albino, quello per la chiesa di Pradalunga, poi conservato nel museo Adriano Bernareggi, e quello nella chiesa di Santo Stefano di Villa di Serio. Lo stendardo era stato realizzato per motivi processionali, la sua condizione di fragilità subentrata con il tempo, hanno reso impossibile poterlo riproporre nelle celebrazioni processuali, viene quindi conservato in un apposito cassetto della sagrestia, in particolare per il deterioramento dei volti raffigurati che erano quasi illeggibili. Un primo restauro è del 1939 dopo la segnalazione del suo stato deteriorato dal dello storico Cugini. Nel 1978 una relazione di Giovanni Frangi, lo indicava “ridotto in alcuni punti a fantasma di se stesso”. Lo stendardo, conservando ben due pitture essendo dipinto su entrambi i lati dipinti dal Moroni, risultava essere sconosciuto, diventando però dopo il restauro di Antonio Zaccaria il soggetto a icona della mostra Moroni 500.
Il problema del suo deterioramento nasce dal suo uso processuale, veniva infatti fissato su di un unico bastone subendo durante i cammini devozionali diverse pressioni “libere” che danneggiavano lo strato pittorico, mentre il restauro della seconda metà del Novecento aveva cercato di rafforzare la struttura di sostegno dello stendando curando meno l'aspetto pittorico, che è stato ripreso nei restauri eseguiti in occasione del cinquecentenario della nascita dell'artista da Antonio Zaccaria.

## Descrizione
Lo stendardo raffigura su un lato ma Vergine del rosario posta in una stanza senza arredi col il Bambino tra le braccia in un atteggiamento colmo di affetto. Sopra di loro un angelo regge la corona. L'angelo presenta molte assonanze con quello presente nel dipinto Sposalizio di Santa Caterina d'Alessandria della chiesa di San Bartolomeo della frazione Almenno San Bartolomeo. La scena si svolge in una stanza privata, come se si fosse fatta sorprendere mentre abbraccia teneramente il figlio che con le mani sul suo volto pare chiederne la protezione.
Il lato che raffigura l'incontro tra le due donne, Maria e la cugina Elisabetta racconta di un abbraccio tra due donne che condividono il segreto di una gioia timorosa, riconoscibile nello sguardo che le rende complici di una storia ancora da iniziare, ma raccontata nell'umiltà e nella semplicità. La santa trattiene tra le sue la mano di Maria che poggia l'altra sulla sua spalla. La Vergine veste l'abito rosso, simbolo del dolore, ed è avvolta dal manto azzurro cielo. Questi sono i colori con cui il Moroni ripeterà la raffigurazione della Madonna. Elisabetta indossa un abito scuro, illuminato dal bianco di un grembiule che tiene legato in vita, e dallo scialle giallo ocra che le avvolte il capo. L'incontro avviene in un luogo privato, dove il grigio, colore che tanto amava il Moroni. L'abbraccio come simbolo non solo di unione ma anche di forza e di sostegno. L'unione come punto di partenza per la nuova vita a cui vanno incontro le due donne, e la comunità cristiana.
Le raffigurazioni sono inserite in una cornice dorata con decorazioni a grottesche.

Anche questa, come altre opere del Moroni raccontano in modo il più “informale possibile” con questi volti di piccole dimensioni che si contrappongono all'ampiezza del panneggio la storia sacra.
(Mina Gregori)